# Rivière Nottaway
Rivière Nottaway är ett vattendrag i Kanada.   Det ligger i provinsen Québec, i den östra delen av landet, 700 km norr om huvudstaden Ottawa.
Runt Rivière Nottaway är det mycket glesbefolkat, med 3 invånare per kvadratkilometer.